# Talangscout
En talangscout (scout i den engelska betydelsen spanare) är en person som reser omkring för att hitta unga talanger som ska värvas och vidareutbildas inom respektive område. Främst verkar talangscouter inom områdena sång, musik och idrott.
Talangscouten är oftast anställd av ett skivbolag eller en idrottsklubb. Oftast är det en person som själv framgångsrikt ägnat sig åt den verksamhet man blivit talangscout inom.

## Källhänvisningar
1. ↑  "talangscout". NE.se. Läst 10 november 2014.